# Lope de Fitero
Lope Fitero (falecido no dia 10 de junho de 1245) foi um prelado católico romano que serviu como bispo de Córdoba de 1237 a 1245.

## Biografia
Em 1237 Lope Fitero foi nomeado pelo Papa Gregório IX como Bispo de Córdoba. No dia 9 de maio de 1237 foi consagrado bispo por Juan Domínguez de Medina, bispo de Burgos. Serviu como Bispo de Córdoba até à sua morte a 10 de junho de 1245.